# Полинезийская раса
Полинези́йская ра́са (также океаноидная раса, океаноиды) — человеческая раса смешанного происхождения, которая сочетает в себе монголоидные, меланезоидные и отчасти европеоидные и австралоидные признаки. Распространена на островах Полинезии и Микронезии. В разных частях ареала полинезийской расы отмечаются группы и популяции со своими антропологическими особенностями. Различия между ними невелики, но всё же позволяют выделить ряд антропологических типов: гавайский, новозеландский и другие. У народов Микронезии и Фиджи заметнее, чем у полинезийских народов, проявление меланезийских антропологических особенностей, нередко население этих регионов рассматривают как промежуточные типы между меланезийской и полинезийской расами. Возможно, родственной полинезийцам группой являются представители курильской (айнской) расы. Современный облик полинезийцев сложился, вероятнее всего, в результате смешения палеомонголоидных и восточноэкваториальных популяций в процессе их расселения на восток по островам Тихого океана.

## Классификация
В. В. Бунак относил полинезийскую расу к древнеиндонезийской ветви южного расового ствола вместе с курильской, индонезийской и австралийской расами. В пределах южного ствола древнеиндонезийская ветвь в классификации В. В. Бунака противопоставляется континентальной ветви, представленной веддоидной и бадарийской расами. Г. Ф. Дебец включал полинезийскую расу в состав азиатской ветви большой монголоидной расы, отмечая при этом сильное влияние на формирование полинезийцев океанических (восточноэкваториальных) рас. Полинезийская раса в данной классификации разделена на новозеландский и гавайский антропологические типы. В классификации Я. Я. Рогинского и М. Г. Левина полинезийская малая раса вместе с курильской отнесены к промежуточным расам, занимающим переходное положение между большой евразийской (европеоидной) и большой экваториальной (австрало-негроидной) расами. В исследованиях В. П. Алексеева локальная полинезийская раса вместе с андаманской, негритосской материковой, негритосской филиппинской, австралийской, меланезийской, тасманийской и айнской (курильской) расами объединяется в австралоидную ветвь евро-африканского расового ствола.

## Признаки
К основным антропологическим признакам полинезийской расы относят такие особенности, как:
- преобладание смуглой кожи (по популяциям оттенки варьируют от более светлых в северо-восточной части полинезийского ареала до более тёмных — в юго-западной части);
- тёмная пигментация глаз;
- чёрные волосы, обычно волнистой формы (в ряде групп и популяций встречаются курчавые волосы);
- среднее или слабое развитие третичного волосяного покрова;
- долихокефалия или, реже, мезокефалия;
- высокосводная форма черепа;
- размеры лица крупные, лицо скуластое, выступает вперёд в горизонтальной плоскости, нижняя челюсть сравнительно широкая;
- мезогнатизм;
- умеренное развитие надбровного рельефа черепа
- очень широкий и высокий умеренно выступающий нос с прямой спинкой;
- толщина губ большая в сравнении с европеоидами;
- массивное и коренастое телосложение;
- сравнительно высокий рост.

## Антропологические типы
В составе полинезийской расы выделяют несколько антропологических вариантов, или типов:
- гавайский тип — распространён на большинстве островов Полинезии; в сравнении с новозеландским типом характеризуется более тёмной пигментацией, более прогнатной профилировкой лица, более толстыми губами, чуть слабее выступающим вперёд носом[11];
- новозеландский тип — распространён в Новой Зеландии и близлежащих островах; в сравнении с гавайским типом характеризуется более светлой пигментацией, менее прогнатной формой лица, менее толстыми губами, чуть сильнее выступающим вперёд носом[12];
- микронезийский тип — распространён на островах Микронезии; выделяется заметным проявлением в разных группах и популяциях монголоидных, меланезоидных и отчасти веддоидных признаков, причём крайние вариации этих признаков могут отмечаться даже у жителей одного острова: прямые или курчавые волосы; наличие или отсутствие эпикантуса; светло-коричневые или тёмно-коричневые оттенки цвета кожи[13];
- центральнополинезийский тип.